# Mino – Ein Junge zwischen den Fronten
Mino – Ein Junge zwischen den Fronten ist eine mehrteilige Mini-Fernsehserie, die 1986 vom ZDF im Rahmen seiner jährlichen Weihnachtsserien ausgestrahlt wurde. Das Drehbuch stammt von Sandro Petraglia, Stefano Rulli und Pietro Schivazappa. Regie führte Gianfranco Albano. Der Film basiert auf dem italienischen Kriegsroman Il Piccolo Alpino (1926) des Faschisten Salvatore Gotta und wurde in die FSK 12 eingestuft.

## Handlung
Am Heiligabend des Kriegsjahres 1914 macht der 10-jährige Giacomo Rasi, genannt Mino, mit seinen Eltern eine Bergtour, als sie plötzlich in einen Schneesturm geraten und von einer Lawine verschüttet werden. Mino wird dabei von seinen Eltern getrennt, schließlich von einem Bernhardiner entdeckt und gerettet. Zunächst lebt er bei zwei Brüdern in den Bergen, die ihren Lebensunterhalt mit Schmuggel verdienen. Seine Eltern hält er für tot.
Als Italien 1915 in den Krieg eintritt, wird der Schmuggler Rico zu den italienischen Gebirgsjägern, den Alpini, eingezogen. Mino folgt seinem Freund an die Front, nachdem er von dessen Bruder Bastian aus dem Haus geworfen worden war. Dadurch lernt er den italienischen Major Lupo kennen, welcher sich des Jungen annimmt. Major Lupo versucht, ihn in einem Internat unterzubringen. Mino läuft jedoch davon. Die folgenden Monate verbringt er bei den Soldaten verschiedener Einheiten und wird hautnah mit dem Krieg konfrontiert.  Mino wird schließlich verletzt. Durch einen Zufall erfährt Mino, dass seine Eltern noch leben. Die Mutter befindet sich in einem Sanatorium, der Vater in österreichischer Gefangenschaft.
Mino überquert die Grenze zu Österreich, um seinen Vater zu finden. Das gelingt ihm mit Hilfe des Grafen Karl von Stolz und seiner Frau Freda, Freunden der Familie Rasi. Doch die Freude über das Wiedersehen bleibt nur von kurzer Dauer. Durch Karl von Stolz erfahren Mino und sein Vater Michele von einer geplanten Offensive gegen die Italiener. Mino möchte seine Freunde von diesen Plänen unterrichten und zusammen mit seinem Vater fliehen. Dieser weigert sich erst, folgt seinem Sohn aber später doch. Es gelingt Mino, die Italiener zu warnen, sodass die Österreicher in einen Hinterhalt geraten. Mit seinem Vater versucht Mino schließlich über die Grenze nach Italien zu gelangen. Bei diesem Fluchtversuch wird Michele getötet. Mino aber gelingt die Flucht und er erhält für seinen Einsatz eine Tapferkeitsmedaille.
1918, ein Jahr nach der österreichischen Offensive, ist der Krieg beendet und Mino kehrt mit seiner Mutter nach Mailand zurück.

## Hintergrund
Die stark kriegsverherrlichende, faschistische Romanvorlage von 1926, in der der italienisch-österreichische Gebirgskrieg 1915–1918 als ein spannendes Abenteuer für Jugendliche geschildert wird, wurde in der Fernsehserie von 1986 durch Abmilderung nationalistischer und anti-österreichischer Passagen entschärft.
Im Roman war der Protagonist ein Junge, der – obwohl erst zehnjährig – bereits im vollen Bewusstsein seiner Italianità ist und daher an seinen österreichischen Freunden Verrat begeht, nachdem ihm diese halfen, hinter der Front zu seinem Vater zu finden. Er bewirkt als Piccolo Alpino (Romantitel), dass die italienischen Alpini die österreichischen Gebirgsjäger siegreich in einen Hinterhalt locken können, und wird dafür per Orden ausgezeichnet. Im Roman wird dieses undankbare Verhalten als vorbildlich dargestellt, da es dem Wohle der Nation dient. Der Verlust des Vaters dabei wird gebilligt bzw. als notwendiges Opfer zur männlichen Reife dargestellt.
In der Fernsehserie wurde zwar die Handlung des Romans in ihren Grundzügen beibehalten, aber durch einige Gespräche und Reflexionen über die Sinnlosigkeit von Kriegen im Allgemeinen wurde versucht, dem jugendlichen Fernsehzuschauer eine eher anti-nationalistische und anti-kriegerische Botschaft zu übermitteln. Auf derselben Absicht basiert auch die unten genannte deutsche Übersetzung von Werner Meier, die 1986 parallel zur Fernsehserie erschien und gegenüber dem Originaltext von 1926 weitgehend geglättet und entschärft ist.

## Sonstiges
Der Romanautor Salvatore Gotta war auch Dichter der faschistischen Hymne Giovinezza, die dem Horst-Wessel-Lied vergleichbar ist.

## Veröffentlichungen
Die sechsteilige Verfilmung über den Jungen Mino ist auf DVD im Handel erhältlich. Die deutsche Erstausstrahlung erfolgte vom 25. bis 30. Dezember 1986 im ZDF. In Italien lief die Serie am 28. Dezember 1986 an.